# Лилиенталь, Густав
Густав Лилиенталь (нем. Gustav Lilienthal, 9 октября 1849 года, Анклам, Померания, Королевство Пруссия — 1 февраля 1933 года, Берлин, Германия) — немецкий инженер-строитель, пионер в области строительных технологий (сборные здания), изобретатель различных строительных наборов (якорные каменные блоки) и участник новаторской работы в авиации своего старшего брата, Отто Лилиенталя (1848—1896).

## Биография
Известен сегодня работами со своим братом над созданием первого летательного аппарата. После трагической гибели брата Густав опубликовал свои теоретические рассуждения по вопросам самолётостроения, крайне низко оценённые Теодором фон Карманом, назвавшим Густава «незначительным братом великого человека» (о чём впоследствии сожалел).
Он менее известен, с другой стороны, как создатель игрушек (конструкторы), жилых домов и связанной с ними индустрии сборных строительных конструкций. Его здания известны в колонии Литтерфельде (сейчас район Берлина).
Учился в Академии архитектуры в Берлине, из-за франко-прусской войны закончить обучение не сумел. С 1880 по 1885 год жил и работал в Австралии.
Как и его брат, Густав Лилиенталь испытал сильное влияние немецкой социальной этики Морица фон Эджиди и социально-утопического романа «Фриландия» Теодора Герцка. Их идеи нашли своё отражение в работе Отто Лилиенталя в качестве предпринимателя-машиностроителя, а также в проектах реформ, в которых принимал участие Густав Лилиенталь.
Лилиенталь был похоронен на кладбище Лихтерфельде. Могила была одной из почитаемых могил Берлина. В 2011 году его младшая дочь Отти Бинсвангер-Лилиенталь опубликовала биографию под названием «Der Albatros», где сообщается много о её отце.